# جون هارت
جون هارت (بالإنجليزية: John Hart)‏ هو ممثل أمريكي، ولد في 13 ديسمبر 1917 بلوس أنجلوس في الولايات المتحدة، وتوفي في 20 سبتمبر 2009 في المكسيك.

## وصلات خارجية
- جون هارت على موقع IMDb (الإنجليزية)
- جون هارت على موقع ألو سيني (الفرنسية)
- جون هارت على موقع قاعدة بيانات الأفلام السويدية (السويدية)
- جون هارت على موقع إن إن دي بي (الإنجليزية)
- جون هارت على موقع قاعدة بيانات الفيلم (الإنجليزية)
- جون هارت على موقع كينوبويسك (الروسية)